# Phormophora luteostriga
Phormophora luteostriga är en insektsart som beskrevs av Goding. Phormophora luteostriga ingår i släktet Phormophora och familjen hornstritar. Inga underarter finns listade i Catalogue of Life.